# Daniel Merriweather

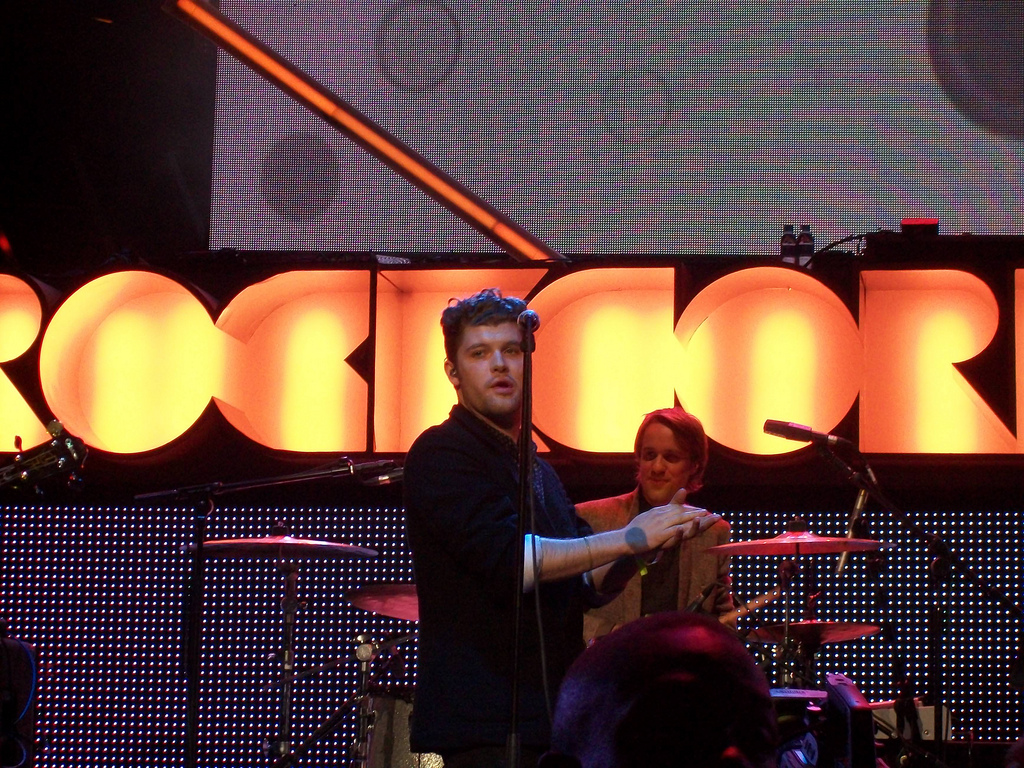
Daniel Merriweather (2008)

Daniel Paul Merriweather (* 17. Februar 1982 in Melbourne) ist ein australischer R&B-Sänger.

## Leben
Merriweather wuchs in den Dandenong Ranges von Melbourne auf. Er besuchte die Patch Primary School, Billanook College, Blackburn High School and Swinburne Senior Secondary College. Seine musikalische Ausbildung begann mit Geigenunterricht in den Klassen für Kinder mit niedrigerem Einkommen. Nach der Schule widmete er sich weiterhin der Musik.

## Musik
Merriweathers erste kommerziell veröffentlichte Aufnahme war All I Want im Jahr 2002. 2003 folgte ein Gastauftritt in Mark Ronsons Album Here Comes The Fuzz (She’s Got Me). Seine Solo-Debütsingle City Rules wurde Anfang 2004 veröffentlicht, produziert von Mark Ronson.
2007 nahmen Merriweather und Ronson den Titel Stop Me If You Think You’ve Heard This Before (im Original von The Smiths) auf. Die Single erschien als Vorabveröffentlichung von Ronsons Soloalbum Version und hatte großen kommerziellen Erfolg.
Im Juni 2009 veröffentlichte Daniel Merriweather sein Album Love & War, die erste Single Change präsentierte er bei der BBC Radio 1 Show von Chris Moyles im Dezember 2008 mit Liveband. Change konnte sich im Februar 2009 bereits in den Top Ten der UK Charts platzieren.
Zu seinen wichtigsten musikalischen Einflüssen zählt Daniel Merriweather Stevie Wonder, Prince, Jeff Buckley, Alan Hawkshaw und Herbie Hancock.

## Diskografie

### Studioalben
| Jahr | Titel      | Höchstplatzierung, Gesamtwochen, AuszeichnungChartplatzierungen (Jahr, Titel, Platzierungen, Wochen, Auszeichnungen, Anmerkungen) | Höchstplatzierung, Gesamtwochen, AuszeichnungChartplatzierungen (Jahr, Titel, Platzierungen, Wochen, Auszeichnungen, Anmerkungen) | Höchstplatzierung, Gesamtwochen, AuszeichnungChartplatzierungen (Jahr, Titel, Platzierungen, Wochen, Auszeichnungen, Anmerkungen) | Höchstplatzierung, Gesamtwochen, AuszeichnungChartplatzierungen (Jahr, Titel, Platzierungen, Wochen, Auszeichnungen, Anmerkungen) | Höchstplatzierung, Gesamtwochen, AuszeichnungChartplatzierungen (Jahr, Titel, Platzierungen, Wochen, Auszeichnungen, Anmerkungen) | Anmerkungen                        |
| Jahr | Titel      | DE | AT | CH | UK | AU | Anmerkungen                        |
| ---- | ---------- | --- | --- | --- | --- | --- | ---------------------------------- |
| 2009 | Love & War | DE34 (6 Wo.)DE | AT28 (4 Wo.)AT | CH8 (12 Wo.)CH | UK2 Platin · (24 Wo.)UK | AU32 (5 Wo.)AU | Erstveröffentlichung: 1. Juni 2009 |

### Singles
| Jahr | Titel Album                     | Höchstplatzierung, Gesamtwochen, AuszeichnungChartplatzierungen (Jahr, Titel, Album, Platzierungen, Wochen, Auszeichnungen, Anmerkungen) | Höchstplatzierung, Gesamtwochen, AuszeichnungChartplatzierungen (Jahr, Titel, Album, Platzierungen, Wochen, Auszeichnungen, Anmerkungen) | Höchstplatzierung, Gesamtwochen, AuszeichnungChartplatzierungen (Jahr, Titel, Album, Platzierungen, Wochen, Auszeichnungen, Anmerkungen) | Höchstplatzierung, Gesamtwochen, AuszeichnungChartplatzierungen (Jahr, Titel, Album, Platzierungen, Wochen, Auszeichnungen, Anmerkungen) | Höchstplatzierung, Gesamtwochen, AuszeichnungChartplatzierungen (Jahr, Titel, Album, Platzierungen, Wochen, Auszeichnungen, Anmerkungen) | Anmerkungen                                                               |
| Jahr | Titel Album                     | DE | AT | CH | UK | AU | Anmerkungen                                                               |
| ---- | ------------------------------- | --- | --- | --- | --- | --- | ------------------------------------------------------------------------- |
| 2007 | Stop Me Version                 | DE65 (9 Wo.)DE | — | CH11 (14 Wo.)CH | UK2 Silber · (23 Wo.)UK | — | Erstveröffentlichung: 2. April 2007 Mark Ronson feat. Daniel Merriweather |
| 2008 | Cash in My Pocket See Clear Now | — | — | — | UK18 (10 Wo.)UK | — | Erstveröffentlichung: 1. Dezember 2008 Wiley feat. Daniel Merriweather    |
| 2009 | Change Love & War               | DE13 (15 Wo.)DE | AT11 (14 Wo.)AT | CH6 (17 Wo.)CH | UK8 (7 Wo.)UK | AU41 (2 Wo.)AU | Erstveröffentlichung: 2. Februar 2009 feat. Wale                          |
| 2009 | Red Love & War                  | — | — | — | UK5 Platin · (31 Wo.)UK | — | Erstveröffentlichung: 18. Mai 2009                                        |
| 2009 | Impossible Love & War           | DE39 (8 Wo.)DE | — | CH52 (5 Wo.)CH | UK67 (1 Wo.)UK | — | Erstveröffentlichung: 17. August 2009                                     |

Weitere Singles
- 2004: City Rules (feat. Saigon)
- 2004: She's Got Me
- 2005: Catch Phrase (Phrase feat. Daniel Merriweather)
- 2010: Water & A Flame (feat. Adele)
- 2018: Only Can Get Better (Silk City feat. Daniel Merriweather)
- 2019: Everything I Need
- 2020: Rain

## Auszeichnungen für Musikverkäufe
| Goldene Schallplatte - Dänemark - 2012: für die Single Red |

Anmerkung: Auszeichnungen in Ländern aus den Charttabellen bzw. Chartboxen sind in ebendiesen zu finden.
| Land/RegionAuszeichnungen für Musikverkäufe (Land/Region, Auszeichnungen, Verkäufe, Quellen) | Silber  | Gold  | Platin     | Verkäufe  | Quellen   |
| -------------------------------------------------------------------------------------------- | ------- | ----- | ---------- | --------- | --------- |
| Dänemark (IFPI)                                                                              | —       | Gold1 | —          | 15.000    | ifpi.dk   |
| Vereinigtes Königreich (BPI)                                                                 | Silber1 | —     | 2× Platin2 | 1.100.000 | bpi.co.uk |
| Insgesamt                                                                                    | Silber1 | Gold1 | 2× Platin2 |           |           |

## Auszeichnungen
- APRA Awards 2005
  - Gewonnen: Most Performed Dance Work für die Single City Rules
- ARIA Music Awards 2005
  - Gewonnen: Best Urban Release für die Single She’s Got Me